# Hélder Martins de Moraes
Hélder Martins de Moraes (* 21. März 1937 in Mauriti, Ceará) ist ein brasilianischer Journalist, Filmemacher und ehemaliger Diplomat.

## Leben
Hélder Martins de Moraes ist der Sohn von Rosa Amélia de Moraes und Elias Martins de Moraes.
In den 1950er Jahren studierte er Journalismus in Paris und war dort für die von Carlos Malheiro Dias gegründete und von Rachel de Queiroz herausgegebene O Cruzeiro (revista) Korrespondent. Anschließend studierte er die Rechtswissenschaften in Brasilia und fotografierte für die ebenfalls vom O Cruzeiro-Verlag in São Paulo unter der Leitung von Lili de Oliveira herausgegebene Zeitschrift A Cigarra (1914–1975).
1963 trat er in einen Curso de Preparação à Carreira de Diplomata des Rio Branco-Institutes und wurde zum Gesandtschaftssekretär dritter Klasse ernannt. Von 1965 bis 1968 war er Gesandtschaftssekretär dritter Klasse in Prag. 1969 war er in Saigon Geschäftsträger. Von 1969 bis 1970 war er Geschäftsträger in Jakarta. Von 1969 bis 1971 war er als Gesandtschaftssekretär zweiter Klasse in Tokio mit den Angelegenheiten der Expo ’70 beauftragt. Von 1977 bis 1979 war er Gesandtschaftssekretär erster Klasse in Georgetown. Von 1980 bis 1981 wurde er im Itamaraty beschäftigt.  Von 1981 bis 1984 war er Gesandtschaftsrat in den Vereinigten Staaten. Von 1984 bis 1986 war er Geschäftsträger in Abu Dhabi, Vereinigte Arabische Emirate. Von 1986 bis 1987 war er Geschäftsträger in Teheran. Von 1988 bis 1990 war er Gesandtschaftsrat in Tel Aviv. Von 1990 bis 1993 war er Gesandtschaftsrat in Stockholm, wo er 1993 Geschäftsträger war.
Am 17. Dezember 1993 wurde er zum Botschafter in Accra ernannt, wo er von 1994 bis 1997 akkreditiert war. Gleichzeitig war er bei den Regierungen in Monrovia, Liberia und Freetown, Sierra Leone akkreditiert. Von 1998 bis 2001 war er Botschafter in Maputo.
Von März 2002 bis Mai 2003 war er Botschafter in Kiew. In seiner Amtszeit wurde die Alcântara Cyclone Space (ACS), ein binationales Unternehmen für erdnahe Transportleistung, gegründet, das durch die brasilianische Raketenexplosion am 22. August 2003 geschädigt wurde.
2003 produzierte er Padre Cícero, einen ausgezeichneten Dokumentarfilm, für das Medienunternehmen Sistema Verdes Mares im Bundesstaat Ceará.